# Зяблики
Зяблики (лат. Fringilla) — род певчих птиц из семейства вьюрковых.

## Виды
В состав рода включают 8 видов:
| Изображение | Научное название         | Русское название | Распространение                                                      |
| ----------- | ------------------------ | ---------------- | -------------------------------------------------------------------- |
|             | Fringilla coelebs        | Зяблик           | Евразия                                                              |
|             | Fringilla spodiogenys    |                  | северо-запад Африки                                                  |
|             | Fringilla moreletti      |                  | Азорские острова                                                     |
|             | Fringilla maderensis     |                  | Мадейра                                                              |
|             | Fringilla canariensis    |                  | Канарские острова                                                    |
|             | Fringilla polatzeki      |                  | Гран-Канария, Канарские острова                                      |
|             | Fringilla teydea         | Голубой зяблик   | Тенерифе, Канарские острова                                          |
|             | Fringilla montifringilla | Вьюрок           | Европа, Северная Африка, север Индии, север Пакистана, Китай, Япония |

## В астрономии
В честь зяблика назван астероид (709) Фрингилла, открытый в 1911 году.